# Дикудис, Димос
Димосфе́нис (Димос) Дику́дис (греч. Δημοσθένης Ντικούδης, род. 24 июня 1977, Лариса) — греческий профессиональный баскетболист.
- Чемпион Европы 2005 года
- Вице-чемпион мира 2006 года
- Победитель Евролиги 2007 года (с командой «Панатинаикос»)
- Обладатель Кубка Сапорты 2000 года (с командой АЕК)
- Трехкратный чемпион Греции 2002 (с командой АЕК), 2007, 2008 годов (с командой «Панатинаикос»)
- Четырехкратный обладатель Кубка Греции 2000, 2001 (с командой АЕК), 2007, 2008 годов (с командой «Панатинаикос»)
- Чемпион и обладатель Кубка России 2005 года (с командой ЦСКА)
- Самый ценный игрок чемпионата Греции 2002 года

## Игровая карьера
Димосфенис Дикудис вырос в Ларисе и свои первые годы в профессиональном баскетболе провёл в местном клубе «Олимпия», где завоевал репутацию восходящей звезды. В 1998 году, в 21 год, он стал лидером греческой национальной команды на молодёжном (до 22 лет) чемпионате Европы, возглавив достаточно неудачно выступившую сборную по количеству набранных очков и подборов за игру (соответственно 11,3 и 6,1). После подписания в том же году контракта с клубом АЕК он вскоре стал одним из лучших тяжёлых форвардов греческого баскетбола. В 2000 и 2001 годах он дважды подряд становился с АЕКом обладателем Кубка Греции, а в 2000 году — Кубка Сапорты. В 2001 году Дикудис уже принял участие в чемпионате Европы в составе взрослой сборной Греции. По итогам сезона 2001/2002 годов он стал с АЕКом чемпионом Греции, набирая в среднем за игру 16,3 очка и 7,1 подбора, и был признан MVP (самым ценным игроком) чемпионата. Три года подряд (в 2001, 2002 и 2003 годах) он принимал участие в матче всех звёзд греческой Лиги А1.
После двух неудачных попыток драфта в НБА Дикудис в 2003 году покинул Грецию, присоединившись к испанской команде «Памеса» (Валенсия), а в сезоне 2004/2005 годов выступал за московский ЦСКА, став в его составе чемпионом и обладателем Кубка России. В ЦСКА он набирал в среднем по 8,7 очка за игру в первенстве России и по 10 очков в матчах Евролиги. В 2005 году Дикудис со сборной Греции стал чемпионом Европы по баскетболу. Его лучшие игры пришлись на четвертьфинал со сборной России (11 очков, 5 подборов за 30 минут) и на полуфинал с командой Франции (14 очков и 11 подборов за 24 минуты). На следующий год с национальной командой Дикудис выиграл Кубок континентальных чемпионов, а на чемпионате мира завоевал серебряные медали. На чемпионате мира он набирал за игру в среднем по 6,8 очка и делал по 2,6 подбора, причём в победной полуфинальной встрече с командой США его показатели были выше — 8 очков и 4 подбора за 12 минут игры. В финале против испанцев, однако, он был почти незаметен, не сделав за 14 минут на площадке ни одного броска по кольцу.
В сезоне 2006/2007 годов Дикудис вернулся в Грецию, подписав контракт с лидерами греческого баскетбола — командой «Панатинаикос». В составе «Панатинаикоса» он завоевал два титула чемпиона Греции и два Кубка Греции, а также выиграл Евролигу в сезоне 2006/2007 годов. В 2007 году он в четвёртый раз за карьеру принял участие в матче всех звёзд чемпионата Греции. После окончания контракта с «Панатинаикосом» он в третий раз за карьеру присоединился к «Валенсии», но уже в ноябре 2008 года был перекуплен ещё одной греческой командой — «Паниониос». В дальнейшем он выступал за греческие клубы «Арис» (с которым дошёл до четвертьфинала Кубка Европы, где проиграл своему прежнему клубу из Валенсии), АЕК (проведя в 2010/2011 годах свой шестой сезон за этот клуб) и ПАОК. Завершил карьеру в возрасте 35 лет в 2012 году.

## Статистика выступлений

### Сборная Греции
| Чемпионат Европы 2001                                                                   | Греция | 4 | 13.8 | 2.5  | 57.1 | 0.0  | 28.6 | 2.8 | 0.3 | 2.0 | 0.0 | 0.5 | 1.0 |
| Чемпионат Европы 2003                                                                   | Греция | 6 | 22.8 | 11.5 | 51.3 | 71.4 | 58.3 | 3.8 | 1.8 | 2.8 | 0.5 | 0.2 | 1.3 |
| Олимпийские игры 2004                                                                   | Греция | 6 | 19.7 | 9.0  | 46.3 | 33.3 | 55.6 | 3.2 | 0.5 | 2.5 | 0.0 | 0.5 | 0.8 |
| Чемпионат Европы 2005                                                                   | Греция | 7 | 13.9 | 6.3  | 53.3 | 0.0  | 44.4 | 2.9 | 0.1 | 1.4 | 0.1 | 0.7 | 1.0 |
| Чемпионат мира 2006                                                                     | Греция | 8 | 11.8 | 6.8  | 55.9 | 33.3 | 65.0 | 2.6 | 0.0 | 1.6 | 0.1 | 0.0 | 1.4 |
| Чемпионат Европы 2007                                                                   | Греция | 9 | 21.1 | 9.8  | 64.3 | 35.3 | 61.5 | 5.0 | 0.3 | 2.4 | 0.2 | 0.2 | 0.8 |
| Наведите курсор мыши на аббревиатуры в заголовке таблицы, чтобы прочесть их расшифровку |        |   |      |      |      |      |      |     |     |     |     |     |     |

### Европейские клубные турниры
| Кубок Сапорты 1998/1999                                                                 | АЕК               | 3  | 5.3  | 0.3  | 0.0  | 0.0  | 50.0 | 1.7 | 0.0 | 1.3 | 0.0 | 0.0 | 0.3 |
| Кубок Сапорты 1999/2000                                                                 | АЕК               | 17 | 22.3 | 8.6  | 46.0 | 25.0 | 61.7 | 5.4 | 0.5 | 3.5 | 0.3 | 0.7 | 1.8 |
| Евролига 2000/2001                                                                      | АЕК               | 17 | 22.3 | 8.6  | 46.0 | 25.0 | 61.7 | 5.4 | 0.5 | 3.5 | 0.3 | 0.7 | 1.8 |
| Евролига 2001/2002                                                                      | АЕК               | 19 | 29.5 | 16.3 | 61.1 | 39.3 | 64.0 | 7.1 | 0.7 | 3.7 | 0.5 | 0.8 | 2.0 |
| Евролига 2002/2003                                                                      | АЕК               | 8  | 32.5 | 15.0 | 50.6 | 14.3 | 77.1 | 7.3 | 0.9 | 3.9 | 0.3 | 0.9 | 2.8 |
| Евролига 2003/2004                                                                      | Памеса (Валенсия) | 17 | 22.1 | 11.4 | 54.8 | 34.8 | 57.3 | 5.0 | 0.8 | 2.6 | 0.2 | 0.7 | 0.9 |
| Евролига 2004/2005                                                                      | ЦСКА              | 22 | 21.5 | 10.0 | 59.2 | 35.0 | 68.2 | 5.2 | 1.0 | 2.4 | 0.4 | 1.1 | 1.4 |
| Евролига 2006/2007                                                                      | Панатинаикос      | 23 | 15.0 | 7.9  | 62.4 | 43.5 | 61.0 | 3.7 | 0.4 | 1.8 | 0.0 | 0.3 | 1.1 |
| Евролига 2007/2008                                                                      | Панатинаикос      | 20 | 14.3 | 6.0  | 63.1 | 41.2 | 50.0 | 2.5 | 0.2 | 1.9 | 0.0 | 0.6 | 1.3 |
| Евролига 2008/2009                                                                      | Паниониос         | 4  | 21.5 | 6.3  | 50.0 | 25.0 | 80.0 | 2.3 | 0.0 | 2.0 | 0.0 | 0.0 | 1.5 |
| Кубок Европы 2009/2010                                                                  | Арис              | 14 | 16.1 | 5.1  | 55.8 | 37.5 | 62.5 | 3.1 | 0.5 | 2.4 | 0.1 | 0.3 | 1.3 |
| Кубок Европы 2011/2012                                                                  | ПАОК              | 6  | 26.5 | 9.8  | 42.5 | 14.3 | 75.9 | 4.8 | 1.3 | 3.5 | 0.5 | 0.5 | 2.2 |
| Наведите курсор мыши на аббревиатуры в заголовке таблицы, чтобы прочесть их расшифровку |                   |    |      |      |      |      |      |     |     |     |     |     |     |